# 中川邦夫
中川 邦夫（なかがわ くにお）は、日本の機械工学者。大阪工業大学工学部機械工学科元教授・元モノラボ学生ソーラーカープロジェクトチーム技術顧問。工学博士（北海道大学）。
専門は、自動車工学（特に、電気自動車/EV・ソーラーカー）、空気力学・流体工学。

## 略歴
1970年北海道大学工学部機械工学科卒業。1975年同大学大学院工学研究科機械工学専攻博士課程修了、のちに工学博士（北海道大学）。三菱自動車工業乗用車開発本部にて研究開発に従事。 2002年芦屋大学経営教育学部教授などを経て、2009年大阪工業大学機械工学科教授。2018年大阪工業大学退官。
芦屋大学では、ソーラーカープロジェクトを指揮し、「DREAM CUPソーラーカーレース鈴鹿」2007での総合優勝（3連覇）、オーストラリアの「ワールドソーラーチャレンジ国際大会」2007（アドベンチャー部門）での優勝など、市民文化の向上発展に貢献し、第41回芦屋市民文化賞を受賞。
大阪工業大学では、モノラボ学生ソーラーカープロジェクトチーム技術顧問も務め、機械工学科生らが所属する同チームが「ソーラーカーレース鈴鹿」2013（オリンピアクラス）で準優勝している 。また、奈良県川上村への連携活動として、2011年より「大阪工業大学ソーラーコンバートEV開発プロジェクト」を牽引し、電気自動車(EV)を題材にした機械工学科3年次のPBL教育に貢献した。
主な所属学会は、日本機械学会、自動車技術会、日本太陽エネルギー学会。 主な受賞は、日本機械学会論文賞(1980)、自動車技術会 「技術部門 貢献賞」(2014)。主な著書は、自動車技術シリーズ7/10. 自動車の計測解析技術/自動車のデザインと空力技術 - 自動車技術会編（共著、朝倉書店1998、学術書）、自動車技術ハンドブック -1.基礎・理論編（共著、自動車技術会1990、学術書）など。

## 主な研究
- ソーラー電気自動車(EV)の中山間地域での活用[10]
- V2Hを想定した家庭用シングルエンデッドコンバータ式非接触電気自動車(EV)充電システムの特性評価と双方向化検討[11]
- 4人乗りソーラーカーの空力検討に基づく設計開発・性能向上研究
- 風洞における自動車の空力騒音試験について
- 人に優しい自動車空調環境の現実 - 感性から見た空調技術の動向